# Jezioro Borzyszkowskie
Jezioro Borzyszkowskie (Borzyszkowy) (kaszb. Bòrzëszkòwsczé Jezoro) – jezioro rynnowe na Równinie Charzykowskiej (w regionie Kaszub zwanym Gochami) w powiecie bytowskim (województwo pomorskie) o rozwiniętej linii brzegowej z dwoma wyspami. Jezioro obecnie znajduje w Naturze 2000. W pobliżu jeziora zlokalizowana jest żwirownia.